# Olympische Sommerspiele 2012/Teilnehmer (Ghana)
| Gelbes Symbol für Goldmedaillen mit stilisierten Olympischen Ringen | Graues Symbol für Silbermedaillen mit stilisierten Olympischen Ringen | Braundes Symbol für Bronzemedaillen mit stilisierten Olympischen Ringen |
| ------------------------------------------------------------------- | --------------------------------------------------------------------- | ----------------------------------------------------------------------- |
| —                                                                   | —                                                                     | —                                                                       |

Zwischen dem 25. Juli und 12. August 2012 nahm die westafrikanische Nation Ghana an den 30. Olympischen Spielen in der britischen Hauptstadt London teil. Für die dreizehnte Teilnahme der Westafrikaner an Olympischen Sommerspielen nominierte das Ghana Olympic Committee drei Athletinnen und sechs Athleten in vier Sportarten.
Die Mannschaft bereitete sich in Plymouth, etwa 310 Kilometer südöstlich von London, und der walisischen Hauptstadt Cardiff auf die Wettkämpfe vor und zog am 24. Juli in das olympische Dorf. Bei der Eröffnungsfeier am folgenden Tag war der Schwergewichtsboxer Maxwell Amponsah Fahnenträger beim Einmarsch der Nationen. Neben Amponsah sagte auch die Siebenkämpferin Margaret Simpson ihre Teilnahme an den Spielen nach der Nominierung verletzungsbedingt ab, so dass insgesamt sieben Athleten aus Ghana einen Wettkampf bestritten.
Jüngstes Mannschaftsmitglied war die 17-jährige Gewichtheberin Alberta Ampomah, ältestes Mitglied der 29 Jahre alte Judoka Emmanuel Nartey. Als erfolgreichster Sportler ging der Fliegengewichtsboxer Duke Micah hervor, der im Achtelfinale ausschied und somit den neunten Rang belegte.

## Teilnehmer nach Sportarten

### Boxen
| Männer           |                              | |                  |
| Tetteh Sulemanu  | Halbfliegengewicht bis 49 kg | - 1. Runde: Jantony Ortiz (6–20) - Achtelfinale: nicht qualifiziert                                             | 17.              |
| Duke Micah       | Fliegengewicht bis 52 kg     | - 1. Runde: Jason Lavigilante (18–14) - Achtelfinale: Michael Conlan (8–19) - Viertelfinale: nicht qualifiziert | 9.               |
| Isaac Dogboe     | Bantamgewicht bis 56 kg      | - 1. Runde: Satoshi Shimizu (9–10) - Achtelfinale: nicht qualifiziert                                           | 17.              |
| Maxwell Amponsah | Schwergewicht bis 91 kg      | nicht angetreten                                                                                                | nicht angetreten |

Amponsah war zunächst für die 1. Runde des Wettbewerbs im Schwergewicht gesetzt, wo er auf den Ukrainer Oleksandr Ussyk treffen sollte. Wegen eines nicht vollständig verheilten Kieferbruchs, den er sich bei einem Qualifikationswettkampf zwei Monate zuvor zugezogen hatte, musste der Ghanaer seine Teilnahme drei Tage vor dem Kampf gegen Usyk zurückziehen.

### Gewichtheben
| Athletin        | Gewichtsklasse    | Reißen  | Reißen | Stoßen  | Stoßen | Zweikampf | Zweikampf | Rang |
| Athletin        | Gewichtsklasse    | Gewicht | Rang   | Gewicht | Rang   | Gewicht   | Rang      | Rang |
| --------------- | ----------------- | ------- | ------ | ------- | ------ | --------- | --------- | ---- |
| Frauen          |                   |         |        |         |        |           |           |      |
| Alberta Ampomah | Klasse über 75 kg | 73 kg   | 14.    | 101 kg  | 12.    | 174 kg    | 13.       | 13.  |

### Judo
| Männer          |                  |                                                                                       |     |
| Emmanuel Nartey | Klasse bis 73 kg | - 1. Runde: Freilos - 2. Runde: Dex Elmont (0003–0111) - 3. Runde: nicht qualifiziert | 17. |

### Leichtathletik
Laufen und Gehen
| Athletin  | Wettbewerb | Vorlauf | Vorlauf | Halbfinale         | Halbfinale         | Finale             | Finale             | Rang |
| Athletin  | Wettbewerb | Zeit    | Rang    | Zeit               | Rang               | Zeit               | Rang               | Rang |
| --------- | ---------- | ------- | ------- | ------------------ | ------------------ | ------------------ | ------------------ | ---- |
| Frauen    |            |         |         |                    |                    |                    |                    |      |
| Vida Anim | 200 m      | 23,71 s | 7.      | nicht qualifiziert | nicht qualifiziert | nicht qualifiziert | nicht qualifiziert | 43.  |

Springen und Werfen
| Athlet           | Wettbewerb | Qualifikation | Qualifikation | Finale             | Finale             | Rang |
| Athlet           | Wettbewerb | Weite         | Rang          | Weite              | Rang               | Rang |
| ---------------- | ---------- | ------------- | ------------- | ------------------ | ------------------ | ---- |
| Männer           |            |               |               |                    |                    |      |
| Ignisious Gaisah | Weitsprung | 7,79 m        | 7.            | nicht qualifiziert | nicht qualifiziert | 18.  |

Mehrkampf
| Athletin         | Wettbewerb  | Rang             |
| ---------------- | ----------- | ---------------- |
| Frauen           |             |                  |
| Margaret Simpson | Siebenkampf | nicht angetreten |

Am Tag vor Beginn des Siebenkampfes wurde bei Simpson eine akute Nierenbeckenentzündung diagnostiziert, die es ihr nicht möglich machte, an den Wettkämpfen teilzunehmen.